# Scugnizza
Scugnizza (o anche, come da alcuni spartiti d'epoca, La scugnizza) è un'operetta in tre atti di Mario Costa su libretto di Carlo Lombardo.

## Trama
A Napoli, Totò e Salomè sono uno scugnizzo e una scugnizza più o meno consapevolmente innamorati, la cui vita semplice e libera è turbata dall’arrivo in città di alcuni turisti americani, tra i quali il ricco vedovo Toby Gutter, la sua figlia ventenne Gaby e il segretario Chic che la corteggia senza successo. Gli scugnizzi portano una ventata di allegria nella vita dei milionari d’oltreoceano, al punto che Mr. Toby chiede a Maria Grazia, una ex scugnizza che adesso fa da madre o perlomeno da zia a Salomè, di cederle quest’ultima a pagamento. Salomè non accetta di essere “venduta”, ma dichiara – forse anche per ripicca nei confronti di Totò – di essere pronta a sposare il milionario; Gaby, dal canto suo, sembra a sua volta interessata a Totò.
Mr. Toby vorrebbe però “educare” Salomè secondo le regole della buona società e portarla in America, mentre lei non intende staccarsi da Napoli, dal suo cielo e dai propri amici. Viene comunque fissata la data delle nozze e Totò – che si era recato nella villa dell’americano per rivedere un’ultima volta Salomè – è scambiato per un ladro e arrestato. Grazie a Salomè, l’equivoco viene chiarito, Totò torna in libertà e non nasconde più il proprio amore per la scugnizza, mentre il milionario americano capisce che non è possibile staccare Salomè dalla sua città e dal suo giovane amico e si rassegna a portare con sé in America la più matura ma comunque piacevole e piacente Maria Grazia, mentre Gaby dovrà rinunciare a Totò e tornare ad essere corteggiata, probabilmente invano, da Chic.

## Genesi, libretto e musica
Scugnizza fu commissionata a Mario Costa, autore di numerose canzoni napoletane e anche di un’operetta di successo in cui già aveva utilizzato alcune melodie napoletane (Il re di Chez-Maxim, 1919), da Carlo Lombardo, il più importante impresario di operetta italiano, che quasi sempre scriveva lui stesso i libretti e interveniva anche sulle partiture con aggiunte e modifiche. Costa, che aveva fama di non essere proprio puntualissimo, era stato incaricato con un congruo preavviso e aveva ottenuto un anticipo di 10.000 lire, cifra piuttosto alta per l’epoca; ma anziché restare a Napoli a comporre la musica della nuova operetta se n’era andato in Costa Azzurra, trascorrendo il proprio tempo soprattutto al Casinò di Montecarlo. Lì lo raggiunse Lombardo, preoccupato, per vedere a che punto era il lavoro, e constatò che non era nemmeno ancora iniziato. Seguirono liti e minacce, ma, secondo le cronache dell’epoca, alla fine Costa si mise al pianoforte e in pochi giorni consegnò a Lombardo lo spartito di Scugnizza (a cui poi, come sempre, Lombardo aggiungerà dei brani suoi, verosimilmente i duetti comici).
Alla fine l’operetta andò in scena nei tempi che Lombardo aveva preventivato, non a Napoli come sarebbe stato più logico, ma al Teatro Alfieri di Torino, dove comunque – sotto la direzione di Costantino Lombardo – riscosse un grande successo fin dalle prime rappresentazioni, probabilmente grazie anche all’interpretazione di Gisella Pozzi, «monella tutta grazia e brio» che «danza, canta e folleggia deliziosamente, e di Lina Sambon nel ruolo di Gaby. «Due o tre bis a ogni atto» e alla fine «ripetute ovazioni agli interpreti ed agli autori», con l’unico rimpianto di non poter acclamare di persona l’autore della musica, Mario Costa, in quanto a letto con l’influenza.
In effetti Scugnizza propone, in raffronto alla maggior parte delle operette dell’epoca e non soltanto dell’epoca, un’ambientazione insolita, dove il mondo dei ricchi è presente ma contrapposto a quello (che risulta fondamentalmente migliore) dei poveri e dove appare un tipo di donna insieme tradizionale e nuova: «un misto di dolcezza e di candida perfidia, di arrendevolezza e di maliziose impennate», capace di raggiungere comunque, ma in modo insolito, i propri scopi sentimentali.
C’erano già state altre operette napoletane (e proprio l’anno prima una, Posillipo, dello stesso Costa, su versi di Salvatore Di Giacomo), ma nessuna ebbe e avrà, anche a livello nazionale, il successo di Scugnizza, «una vicenda popolare, una cartolina turistica ben lucida, ritoccata da Lombardo con la solita abilità spettacolare». La formula è quella di altre operette di Lombardo & co.: alternanza di arie classiche, in questo caso vere e proprie melodie napoletane (soprattutto la splendida “Napoletana, come canti tu”) e nuovi ritmi novecenteschi (come il “Duetto dello shimmy” e il “Quartetto degli apaches”). «C’è, in questa operetta, molta oleografia napoletana, molto folklore, ma c’è anche un romanticismo melodico che tocca cadenze liriche di severa nobiltà, quasi una vena dolorosa, un estro languido della nostalgia, che accende il tessuto frivolo della vicenda in cadenze pensose, dolcemente arcane», che «richiamano certe cadenze del miglior Giordano».
Il brano più famoso, divenuto proverbiale, resta il duetto comico “Salomè, una rondine non fa primavera”, che dopo una strofa di saggezza tipicamente napoletana («Bimba mia, la luna e il mare / belli sono per far canzoni, / ma non danno da mangiare») sfocia in un bizzarro ritornello fatto di puri non-sense: «Salomè, / una rondine non fa primavera, / e di sera, / Salomè, / tutti i gatti sono bigi, e lo sai... / Chi sa mai... / Se un pochino di frou-frou, / quattro ninnoli, un’aigrette, / un bijoux ti prenderan / come allodola allo specchio, / ed allor, Salomè, Salomè, / dov’è più la virtù?».

## Brani musicali
- Coro d’introduzione («Su, su, quel viso di monella»)
- Aria di Gaby («Che val mostrar le nudità»)
- Entrata di Salomè («Napoletana, come canti tu»)
- Duetto Gaby-Totò («Veder Napoli e poi morir»)
- Duetto comico Salomè-Chic («Salomè, una rondine non fa primavera»)
- Finale Atto 1° («Bada, Salomè, che Cenerentola è una fiaba»)
- Canzone di Gaby con coro («Un quadretto d’una Napoli lontana»)
- Canzone di Salomè («Non ho visto mai tanto bello il sole»)
- Duetto comico Salomè-Chic («Shimmy, shimmy, il mondo va così»)
- Duetto Gaby-Totò («In riva al mare tutta bianca una casetta»)
- Quartetto degli scugnizzi («Ombre son, che nella notte»)
- Finale Atto 2° («Non le prestate fede»)
- Duetto comico Salomè-Chic, o “dei capelli bianchi”
- Finale Atto 3°

## Rappresentazioni
La prima rappresentazione si tenne al Teatro Alfieri di Torino il 16 dicembre 1922.
A Milano Scugnizza andò poi in scena nel febbraio 1923; al Teatro Reinach di Parma il 12 aprile 1923; al Teatro Costanzi di Roma il 15 maggio 1923. Al Teatro La Fenice di Venezia la mise in scena, a partire dall''8 marzo 1924, la Compagnia d'Operette di Carlo Lombardo, con Angelina Valescu, Lina Sambon e Carlo Rizzo, diretti da Domenico Lombardo; al Teatro Petruzzelli di Bari, dal 14 novembre 1924, la Compagnia Bonomi, con Cettina Bianchi. Nel 1927 fu portata in tournée dalla Compagnia dei Grandi Spettacoli d'Arte Operettistica con Ines Lidelba, Nella De Campi e Nuto Navarrini.
A Trieste è andata in scena per il Teatro Verdi, al Castello di San Giusto, nel 1959 (regia di Alessandro Brissoni); al Politeama Rossetti nel 1979 con Daniela Mazzucato nel ruolo di Salomè e Linda Moretti, Luciano Lualdi, Riccardo Peroni e Gino Pernice (regia di Gino Landi)); al Teatro Verdi nel 1980, nel 1996 (con Gennaro Cannavacciuolo per la regia di Massimo Scaglione), nel 2002 con Elio Pandolfi nella Sala Tripcovich e nel 2008 con Ugo Maria Morosi e Margherita Di Rauso, regia di Davide Livermore, per il 39º Festival internazionale dell'Operetta.
La Rai ne ha trasmesso una versione televisiva il 2 aprile 1955, diretta da Silverio Blasi, con Franca Tamantini (Salomè), Elena Giusti, Giacomo Rondinella, Clely Fiamma, Franco Coop, Elvio Calderoni, Alberto Carloni, Arturo Bragaglia e Vittorio Congia. Anche l'edizione del 1979 di Trieste, impreziosita dall'interpretazione di Daniela Mazzucato, è stata ripresa e più volte trasmessa dalla Rai. 